# Oxyagrion chapadense
Oxyagrion chapadense – gatunek ważki z rodziny łątkowatych (Coenagrionidae). Występuje na terenie Ameryki Południowej.